# Frilford
Frilford – wieś w Anglii, w hrabstwie Oxfordshire, w dystrykcie Vale of White Horse. Leży 12 km na południowy zachód od Oksfordu i 88 km na zachód od Londynu.